# Antoculeora lushanensis
Antoculeora lushanensis là một loài bướm đêm trong họ Noctuidae.